# Claudio Piccinetti
Claudio Piccinetti (Ponsacco, 31 marzo 1952) è un ex calciatore italiano, di ruolo attaccante.

## Carriera
Centravanti cresciuto nella Fiorentina, con i viola debutta in Serie A nella stagione 1970-1971; dopo 4 gare in massima serie viene girato dapprima al Prato, in Serie C, e successivamente al Catania, in Serie B.
Nel 1974 disputa un'altra stagione in serie cadetta con il Catanzaro, prima di passare al Novara dove gioca per due anni in Serie B e un anno in C, mettendo in questo ultimo caso a segno 15 reti nel campionato 1977-1978.
Termina la carriera in Serie C1 con il Benevento, e infine in Serie C2 con il Montevarchi.
Attualmente è il direttore tecnico della scuola calcio della Asd Impruneta Tavarnuzze